# Transkarpatia
Transkarpatia — четвёртый полноформатный студийный альбом польской группы Darzamat, вышедший в 2005 году.

## Об альбоме
Материал был полностью записан в Польше в студии MAQ. Запись велась при участии знаменитого Энди ЛаРока — гитариста King Diamond, игравшего также в Death, и Ярослава Тоифла, отвечавшего за техническое оснащение. Сведение, микширование и мастеринг были произведены Энди в шведской студии Los Angered.
Материал был издан на компакт-диске Metal Mind в Европе, MVD в США и Gravis в Мексике. В СНГ за выпуск взялись CD-Maximum. Европейское издание также выпускалось упакованным в диджипак.
На композицию «The Burning Times» Бениамин Швед снял видео материал.

## Звучание
Альбом записан на основе уже имеющихся наработок в виде комбинации блэк-метал и дэт-метал с предыдущего выпуска «SemiDevilish», но теперь с элементами пэган-метал. Также, звучание стало более атмосферным за счет интенсивного использования клавишных инструментов и разного рода вставок.

## Концепция и название
Название альбома «Transkarpátia» не переводится и практически является производным. Слово, тем не менее, созвучно с названием Закарпатья на некоторых языках (венг. Transkarpáhia, болг. Транскарпа́тия, англ. Transcarpáthia, рус. Закарпа́тье и т. д.). Также, если исходить из тематики текста композиций и сопровождающего издание материала, становится очевидно, что и название, и концепция всей записи явно связаны именно с упомянутым регионом и близлежащими областями во времена средневековья.
В одном из интервью вокалистка прокомментировала название записи и его специфику так:

Наш последний выпуск «Transkarpatia», например, являет собой мысленное путешествие через горы Карпат. Путешествие, сделанное современниками, дающее шанс стать очевидцем событий, произошедших во времена инквизиции. Много темных чувств... Из-за этого мы выбрали горы в качестве мотива: мрачный, густой лес скрывает много тайн и нерассказанных историй (даже в Татрах, наивысшем регионе Карпат, есть довольно густые леса). Мы также решили оставить польским и слово в названии — Карпаты (пол. Karpaty). Это лишь часть горного хребта, находящегося в нашей стране, но мы хотели, чтобы это было чем-то близким к нашим сердцам и умам людей.
Оригинальный текст (англ.)Our latest release "Transkarpatia", for example, is a mental journey through The Carpathian Mountain. The journey made by present-day person(s) that are given a chance to be eyewitnesses of the  events that took place in the time of Inquisition. There are planty of  dark feelings we talk about, that is why we have chosen mountains as a background motif: gloomy, massed forest hides a lot of secrets and untold stories. We also decided to keep Polish name in the title (Carphatians — Karpaty), as part of the mountain range is situated also in our country, but also we wanted it to be closer to our hearts and minds.
— Агнешка «Nera» Горецка

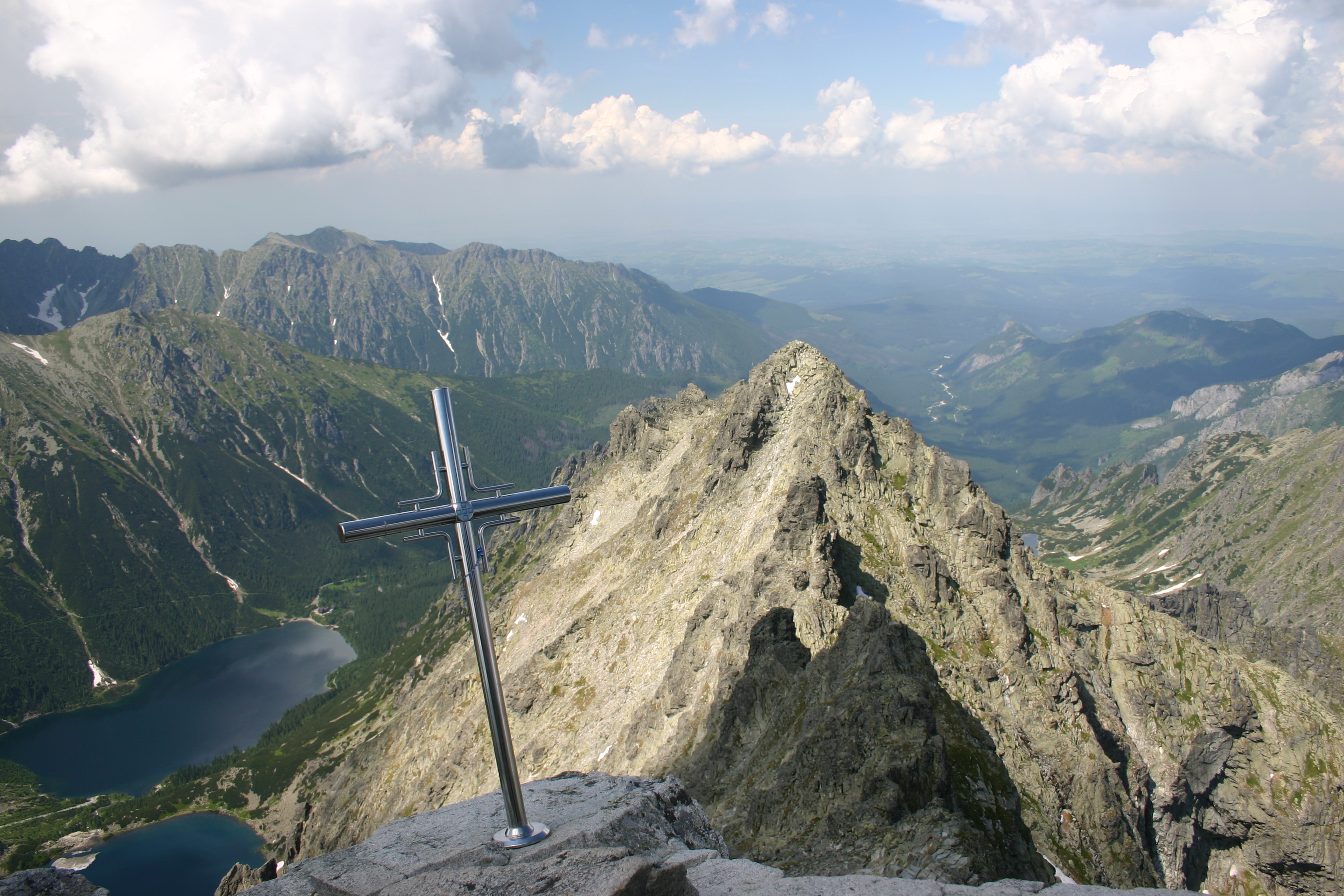
«Рысы» в Высоких Татрах — самая высокая гора Польши. Видны дремучие леса. Часть впечатлений от подобной атмосферы участники группы хотели отразить на альбоме.

Вокалист описал в одном из интервью концепцию альбома следующим образом:

«Transkarpatia» является в некотором смысле путешествием в прошлое, к забытым эмоциям и потерянным идеалам. Запись являет собой определенного рода концепт-альбом, если относиться к этому с точки зрения тематики, а не с точки зрения истории, имеющей начало и конец. Даже без тщательного чтения текста можно заметить, что лирика касается язычества, магии и некромантии. В тематике также присутствуют инквизиция, вампиризм и ненависть (Церкви) ко всему, что Церковь не могла принять и чего боялась. На основе этого, вместе с Nera мы создали некое субъективное видение мира. Nera прочла много книг и веб-страниц, чтобы почувствовать себя в роли одной из тех женщин... Это должно было помочь ей отразить нужные эмоции в тексте, аранжировках и вокале. Это все давно привлекало нас. Тем не менее, нам потребовалось много времени, чтобы поставить перед собой задачу такого рода. Но мы наконец задались целью и отправились в путешествие во времена, о которых поведаем. Это было путешествие в чувства, мысли и определенные взгляды.
Оригинальный текст (англ.)"Transkarpatia" is in a sense a journey into the past, forgotten emotions and lost ideals. The record is a certain concept-album if one treats it in terms of a subject-related story and not in terms of history having its beginning and the end. Even without a thorough perusal of the texts one can notice that the lyrical layer oscilates round the pagan issue and the issue of magic/necromancy. The matters being also touched upon on the record are : The Inquisition, vampirism and the hatred towards everything that The Church could not accept or was even afraid of. On the basis of history, together with Nera we created the vision of the world seen in a totally subjective manner. Nera browsed through many book and internet pages in order to be able to feel in the role of the then woman It was supposed to help her mirror her emotions in texts, arrangements and in the singing itself. This kind of subject matter has been the one we had in our mind for a long time. Yet, it took us a long time to set ourselves against it. We have finally faced the challenge and we took a journey to the times "Transkarpatia"'s texts talk about. It has been the journey to the feelings, thoughts and the then attitude towards the world.
— Рафал «Flauros» Горал

## Содержание CD

### Список композиций
1. «Sanguinarius Intro» — 1:23
2. «Vampiric Prose» — 3:27
3. «Hallucinations» — 3:57
4. «Inhumatus Intro» — 1:09
5. «The Burning Times» — 4:44
6. «Letter from Hell» — 3:31
7. «Blackward» — 4:02
8. «Recurring Yell» — 5:12
9. «Araneum Intro» — 0:50
10. «Labyrinth of Anxiety» — 3:56
11. «Virus» — 5:28
12. «The Old Form of Worship» — 2:52
13. «Tempted by Rot» — 4:37
14. «Tribute to…» — 5:18

### Дополнительные материалы
- Видео о создании альбома — 19:11[1][2]

## Над альбомом работали

### Коллектив Darzamat
- Рафал «Flauros» Горал — вокал
- Агнешка «Nera» Горецка — вокал
- Кшиштоф «Chris» Михалак — гитара
- Патрик «Spectre» Кумор — клавишные
- Мачей «Darkside» Ковальски — ударные
- Кшиштоф «Bacchus, Xycho» Куосек — бас-гитара

### Техническая сторона
- Энди ЛаРок — сведение, микширование, мастеринг
- Ярослав Тоифл — звукоинженер

### Художественная работа
- Qras (mentalporn.com) — обложка
- Катажина «Кася» Заремба (mentalporn.com) — фотография[1][2][4]